# Empusa guttula
Empusa guttula (лат.) — вид богомолов из семейства Empusidae (Empusinae).
Встречаются в Африке (Египет, Алжир, Ангола, Эфиопия, Буркина-Фасо, Камерун, ЮАР, Индия, Кения, Ливия, Мадагаскар, Марокко, Намибия, Сомали, Танзания, Чад, Тунис).

## Описание
Длина около 5 см. Тело зелёное. Кончик срединного гребня клипеуса лобного склерита заострён и слегка изогнут. Вершинный отросток с 2 боковыми тупыми шипами посередине у самки, отсутствует у самца, вершина двугранная у обоих полов; без нижнего пластинчатого киля, вместо него часто очень неглубокая бороздка вдоль нижней дистальной половины. Пронотум с боковыми острыми шипами в промежутках; часто становится очень коротким в заднем направлении от середины. Передние тазики чёрные во внутренней апикальной половине, с несколькими шипами у основания. Средние тазики с пластинчатой, слегка округлой и удлинённой маленькой лопастью, лопасти задних тазиков ещё меньше; эти лопасти снаружи с тёмно-коричневым пятном. Средние и задние бёдра с округлыми вершинными лопастями, отмеченными 2 поперечными тёмно-коричневыми пятнами. Брюшные сегменты с боковым и вентромедиальным выступом. Переднее крыло немного длиннее тела; стигма с двумя коричневыми пятнами по краям; костальная область зелёная, непрозрачная, иногда апикальная граница кажется тёмно-красновато-коричневой; дисковидная область субпрозрачная, беловатая, часто частично частично гиалиновая у задней широкой части. Заднее крыло гиалиновое; передняя апикальная область немного коричневатая. Вид был впервые описан в 1815 году под названием Gongylus guttulus Thunberg, 1815.

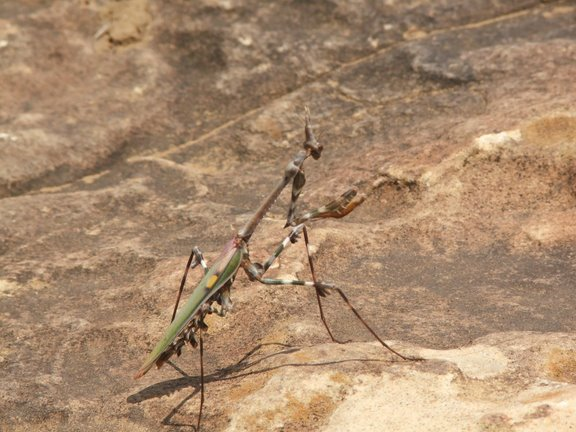
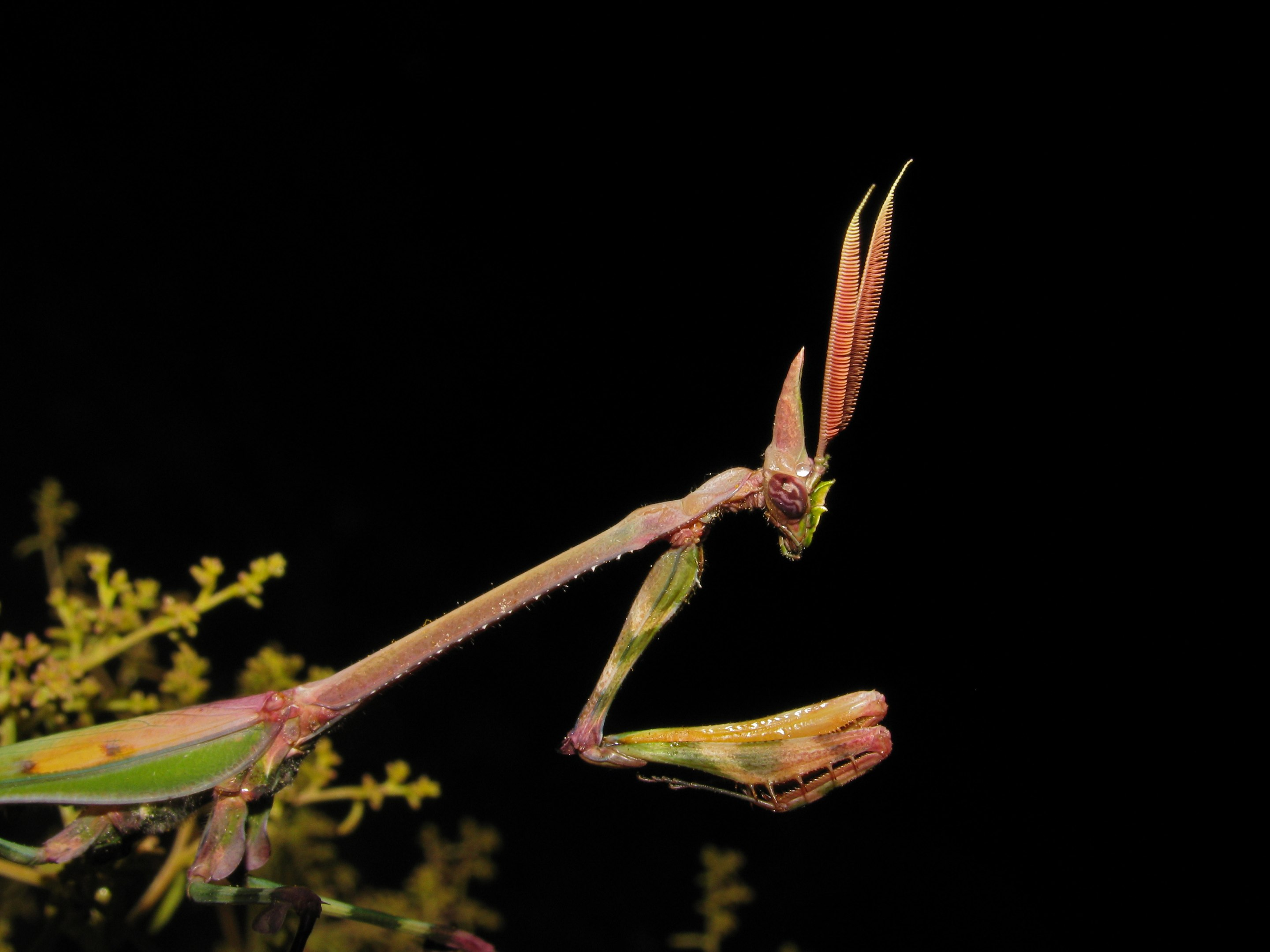